# A.C.A.B.
A.C.A.B. — аббревиатура, часто используемая как тюремная татуировка в Великобритании, чаще всего набиваемая по одной букве на каждый палец руки. «A.C.A.B.» означает «All Cops Are Bastards» («Все копы — ублюдки»), также может означать «All Coppers Are Bastards» («Все менты — ублюдки») или, в зависимости от того, кто интересуется, «Always Carry A Bible» («Всегда носи с собой Библию») и «All Cats Are Beautiful» («Все кошки — красивые»).
Британская Oi!-группа 4-Skins популяризировала сокращение A.C.A.B. c помощью песни с одноименным названием в 1979 году. В настоящее время широко употребляется как фраза и тату среди европейских футбольных хулиганов. Также данный лозунг часто используется скинхедами разного толка. Слоган также иногда изображается как 1312, в соответствии с положением этих букв в латинском алфавите, или как комбинация игральных карт «туз-3-туз-2» (A3A2).